# UN-Ozeandekade
Die UN-Dekade der Meeresforschung für nachhaltige Entwicklung 2021–2030 (kurz: UN-Ozeandekade) ist eine Initiative der Vereinten Nationen.

## Hintergrund
Die Vereinte Nationen Dekade der Meeresforschung für nachhaltige Entwicklung (englisch: UN Decade of Ocean Science for Sustainable Development, kurz Ocean Decade) ist eine Initiative, die von der Generalversammlung im Jahr 2017 beschlossen wurde. Sie läuft von 2021 bis 2030 und verfolgt das Ziel, die Meereswissenschaften sowie die globale Wissensgenerierung zu stärken, um der fortschreitenden Degradierung des Ozeans entgegenzuwirken und neue Wege für eine nachhaltige Nutzung mariner Ökosysteme zu eröffnen. 
Die Vision der Dekade lautet: „Die Wissenschaft, die wir brauchen, für den Ozean, den wir wollen“ (engl. "The science we need for the ocean we want"). Sie bietet einen internationalen Rahmen, in dem wissenschaftliche Akteure sowie Vertreter aus Politik, Wirtschaft und Zivilgesellschaft zusammenarbeiten können, um den Wissenstransfer zu fördern, Partnerschaften zu stärken und datenbasierte Lösungsansätze für eine nachhaltige Entwicklung zu erarbeiten – insbesondere im Hinblick auf die Umsetzung der Agenda 2030 für nachhaltige Entwicklung.
Mit der Koordination der Vorbereitung und Umsetzung wurde die Zwischenstaatliche Ozeanographische Kommission (IOC) der UNESCO beauftragt.

## Umsetzung

### Rahmen der UN-Ozeandekade
Die UN-Ozeandekade wird auf globaler, regionaler und lokaler Ebene umgesetzt, arbeitet themenübergreifend und basiert auf einer Vielzahl von Partnerschaften.
Einzelne Staaten haben die Möglichkeit, nationale Dekadekomitees einzurichten. Diese dienen dazu, die Beteiligung eines Landes an der Ozeandekade zu koordinieren, zu unterstützen und auszubauen, indem relevante Akteure der „Ozeangemeinschaft“ auf nationaler Ebene eingebunden werden. Auch Deutschland hat ein entsprechendes nationales Komitee eingerichtet.
Zur Unterstützung der Umsetzung existieren zudem sogenannte Dekade-Kooperationszentren (englisch: Decade Collaborative Centres, DCCs) sowie Dekade-Koordinationsbüros (Decade Coordination Offices, DCOs). Diese übernehmen koordinierende und katalytische Aufgaben auf regionaler oder thematischer Ebene.
Darüber hinaus gibt es die sogenannten Dekade-Implementierungspartner (Decade Implementing Partners, DIPs). Es handelt sich dabei um Institutionen, Netzwerke oder Gruppen, deren Vision, Mission oder Mandat mit den Zielen der Ozeandekade übereinstimmen und die durch gezielte Maßnahmen zur Umsetzung der Dekade beitragen.
Die Umsetzung der UN-Ozeandekade erfolgt durch eine Vielzahl von Programmen, Projekten und Aktivitäten.

### Programme
Dekadeprogramme sind langfristig angelegte, interdisziplinäre Initiativen mit globaler oder regionaler Ausrichtung. Sie tragen zur Erreichung einer oder mehrerer der zehn Herausforderungen der Ozeandekade bei und setzen sich aus verschiedenen Teilprojekten sowie unterstützenden Maßnahmen zusammen. Zu den anerkannten Programmen zählen unter anderem:
- das ECOP-Programm (Early Career Ocean Professionals)[4],
- das OASIS-Programm (Observing Air-Sea Interactions Strategy),
- CoastPredict sowie
- Seabed 2030.

### Projekte
Dekadeprojekte sind eigenständige, thematisch fokussierte Vorhaben. Sie können auf nationaler, subnationaler oder regionaler Ebene angesiedelt sein und sind in der Regel einem übergeordneten Dekadeprogramm zugeordnet. Nach ihrer Anerkennung durch die Zwischenstaatliche Ozeanographische Kommission erhalten Projekte Richtlinien zur Nutzung des offiziellen Logos der Ozeandekade.

### Aktivitäten
Dekadeaktivitäten sind zeitlich begrenzte Maßnahmen wie Veranstaltungen, Webinare, Workshops, Publikationen oder kreative Beiträge (z. B. Posterwettbewerbe oder Briefmarkenaktionen). Sie dauern üblicherweise zwischen einem Tag und maximal einem Jahr. Für die offizielle Anerkennung und die Verwendung des Ozeandekade-Logos kann über ein Formular eine Genehmigung beantragt werden.

## Das Deutsche Ozeandekade-Komitee
Im Deutschen Ozeandekade-Komitee arbeiten bis zu 15 Mitglieder, die für eine Amtszeit von drei Jahren ehrenamtlich berufen werden. Die Mitglieder vertreten zentrale gesellschaftliche Gruppen, insbesondere aus Wissenschaft, Wirtschaft, Nichtregierungsorganisationen, Verwaltung und Politik sowie Stiftungen.